# Гільден
Гільден (нім. Hilden) — місто в Німеччині, знаходиться в землі Північний Рейн-Вестфалія. Підпорядковується адміністративному округу Дюссельдорф. Входить до складу району Меттман.
Площа — 25,96 км2. Населення становить 55 274 ос. (станом на 31 грудня 2020).